# طواف إيطاليا 1988
طواف إيطاليا 1988 هو سباق دراجات هوائية أقيم في إيطاليا بتاريخ 23 مايو – 12 يونيو، تكون السباق من 21, مرحلة وامتدّ لمسافة 3579 كم بسرعة 36.788 كم/س، استغرق السباق 97 ساعة 18 دقيقة 56 ثانية. فاز به الأمريكي أندي هامبستن.

## الترتيب
| م                     | الدرّاج       | البلد            | الزمن                     |
| --------------------- | ------------ | ---------------- | ------------------------- |
| الفائز بالترتيب العام | أندي هامبستن | الولايات المتحدة | 97 ساعة 18 دقيقة 56 ثانية |
| التسلق                | أندي هامبستن | الولايات المتحدة | -                         |
| الترتيب المركب        | أندي هامبستن | الولايات المتحدة | -                         |